# Атлантіс (Зоряна брама)
Атлантіс (англ. Atlantis) чи Атлантида — вигадане космічне місто-корабель в науково-фантастичному телесеріалі «Зоряна брама. Атлантіс»; база землян у галактиці Пегас. Побудований кілька мільйонів років тому расою Древніх. Назва та історія міста частково запозичені з діалогів Платона «Критій» і «Тімей», а також пізніших античних авторів, де розповідається про затонулий острів Атлантида.
Відкриття міста землянами відбулося в 2005 році групою людей на чолі з Джоном Шепарда, доктором МакКеєм та іншими з бази Зоряних брам на Землі.
Неодноразово піддавалося нападу з боку рейфів, інших людей і реплікаторів.

## Опис
В основі Атлантіса — величезна платформа, що формою нагадує сніжинку. Вона покрита вежами, найвища з яких розташована в центрі. Центральна вежа містить кімнату управління Атлантісом і зал з Зоряною брамою. Швидкий доступ до всіх частин міста забезпечуються ліфтами. Нижня сторона міста містить масивні двигуни, які дозволяють місту літати в атмосфері та космосі. Архітектура міста кутаста, з переважанням сірого кольору та вітражними вікнами. Деякі частини міста недосліджені чи заблоковані, що було рушієм сюжету деяких епізодів серіалу.
Системи Атлантіса забезпечуються трьома МНТ, хоча більшість систем функціонує і від одного. В місті також є сонячні панелі, які можуть забезпечувати деякі системи. Місто автоматично реагує на присутність людей, вмикаючи та вимикаючи різні пристрої.
Допоміжний центр контролю — це велика кімната у метрополітені міста. Він дозволяє керувати містом, якщо головний центр контролю недоступний. З цієї кімнати можна використовувати систему комунікацій або активувати міжзоряний двигун міста.
Тюремну камеру в Атлантісі використовують для утримання в'язнів. У в центрі кімнати розташована клітка. Ця клітка захищена силовим полем, через яке з неї неможливо втекти. Силове поле відключається, коли кімнату ув'язнених відкривають. Експедиція Атлантіса використовувала камеру кілька разів, щоб тримати в них захоплених рейфів.
Кімната Крісла — як і аванпост Древніх в Антарктиді, Атлантида також має крісло. Його використовують для управління дроновою зброєю, що випускає самонавідні снаряди. Крісло також використовують, щоб керувати гіпердвигуном Атлантіса. Також була спроба використовувати крісло для віддаленого контролю шатлів джамперів (стрибунів).
У вежах Атлантіса дві відомі зали засідань, які дозволяли Вищій Раді Атлантіса обговорювати важливі питання. Вони розташовані прямо під залом брами. Менший використовують тільки для кількох людей. Другий більший, який містить довший стіл, використовують для більшої кількості людей.

## Технічні можливості

### Система двигунів

Занурення міста під час атаки реплікаторів

- Субсвітлові — здатні доставити Атлантіс до орбіти планети. Після чого вмикається гіпердвигун.
- Гіпердвигун — дозволяє місту літати на величезні відстані (між системами і навіть галактиками) через гіперпростір. Щоб захистити його жителів під час польоту, місто обладнане погашувачами інерції, польотом керує крісло контролю. Для перельоту між системами достатньо одного МНТ.
- Тунельний двигун — експериментальний двигун, розробку якого Древні не завершили через його ненадійність. В разі успіху дозволяє майже миттєво переміщатись між галактиками. Потребує енергії всіх трьох МНТ і можливо наявності Зоряної брами.
- Занурення міста під час атаки реплікаторівСистема занурення — занурює місто на дно океану (або водойми на поверхні якої перебуває місто), але місто не дозволить занурення без енергощита.

### Захист
- Енергощит — спеціальне поле, що захищає від зовнішнього впливу всі об'єкти поміщені в нього. Як відомо, всі міста-кораблі здатні сісти на планету , бо вони не були розроблені для постійного польоту в космосі. Їхній корпус не є герметичним, і він достатньо крихкий, щоб його пошкодив метеорит. Тому для захисту і підтримки атмосфери потрібно використовувати енергощит. Щит забезпечений трьома МНТ здатен витримати кілька днів постійного вогню противника, але для його активації достатньо одного. Енергощит також є обов'язковим для занурення.

Підйом Атлантіса з дна океану

- Маскування — система знята МакКеєм із Стрибуна, і встановлена на енергощит Атлантіса. Перетворює щит на поле, що робить місто невидимим.
- Захисні супутники Древніх — їх використовували Древні під час війни з рейфами, розміщуючи навколо планет. В першому сезоні був знайдений такий, але його знищили кораблі рейфів.

### Зброя
- В Атлантіса є три великих склади дронів. Це його єдина зброя, бо вони є цілком самодостатнім і потужним засобом знищення. Дрони самонавідні, а невикористані автоматично повертаються на склади.
- Експедиція землян на Атлантіс встановила рельсотрони на вежі міста для використання як точки оборони проти "стріл" рейфів, які напали на місто (тоді МНТ був вичерпаний).

### Енергія

Бурильна установка Древніх.

- МНТ — найпотужніше джерело енергії, згадане в серіалі. При цьому невелике, нагадує помаранчевий кристал близько пів метра завдовжки. Для активації первинних систем міста треба хоча б один, але більшість систем можна активувати і без нього.
- Наквадах реактор — встановлений землянами. Декілька таких здатні підтримувати діяльність центральної вежі і активувати дронову зброю, але енергощит вони підтримувати не в змозі.
- Сонячні панелі — дають надто мало енергії, але вони можуть активувати декілька додаткових систем (стазис).
- Бурильна установка Древніх — дає багато енергії, десь приблизно на рівні МНТ, її використовували, коли Атлантіс покидав Лантію. У наш час затоплена.

### Зв'язок
- Підпросторовий — Атлантіс має підпросторову антену, що дозволяє отримувати і надсилати повідомлення з надсвітловою швидкістю.
- Міський — дозволяє оголошувати певні новини на все місто.

### Сенсори
- Сенсори дальньої дії — дозволяють Атлантісу переглядати віддалені ділянки космосу. Цей набір датчиків був виявлений через декілька місяців після прибуття експедиції.
- Внутрішні сенсори — виявляють форми життя і збої у функціонуванні міста.
- Біометричні сенсори — переглядають місто для виявлення несправностей в біометричному ритмі. Якщо люди знаходяться в місті, сенсори їх виявляють. Ці сенсори були виявлені експедицією Атлантіса приблизно за місяць до прибуття рейфів. Однак біометричні сенсори споживають надто багато енергії, тому їх вмикають лише за необхідності.

### Комп'ютери
- Атлантіс має величезну базу даних Древніх. Навіть з усіма жорсткими дисками, які експедиція Атлантіса принесла з собою і з використанням ефективного декодера стиснення, винайденого МакКеєм, тільки приблизно 9% бази даних могли бути збережені. База даних містить всі адреси брам для Пегаса і для Чумацького Шляху, та інформацію про наукові дослідження, включаючи дослідження модуля нульової точки, і раси Пегаса. У бази даних також є неймовірна здатність до відновлення. До бази даних можна отримати доступ через багато терміналів віддаленого доступу в місті. Місто має свій інтелект, бо при загрозі поширення вірусу або хвороби саме закривається на карантин. Якщо ж карантинні заходи порушені, місто запускає самознищення.

### Лабораторії
- В Атлантіса є величезна кількість різноманітних лабораторій, включно з секретною лабораторією Януса. В них проводились основні дослідження Древніх.

### Переміщення містом
- Транспортери — первинні засоби швидкого переміщення між різними частинами міста. Якщо хтось входить в транспортер, відкривається навігаційна карта міста з червоними позначками, які показують розташування інших транспортерів. Щоб переміститися в іншу частину міста, треба ввести місце іншого транспортера. Після чого людина переміщується в місце розташування обраного транспортера. Транспортери можуть функціонувати як ліфти, для переміщення людей між поверхами будівель.